# Александр Суцу
Александр Суцу (греч. Αλέξανδρος Σούτσος; молд. и рум. Александру Суцу; 1758−1821) — господарь Молдавии (Александр XIII в 1801−1802 гг.) и Валахии (Александр IX, неоднократно в 1802−1821 гг.).
Внук господаря Молдавии Михаила Суцу.

## Биография
Родился в 1758 году в Константинополе в греческой (Фанариотской) семье.
Занимал должность драгомана Порты в 1799−1801 годах.
В период его правления Молдавским княжеством продолжались русско-турецкие противоречия и Александр Суцу, как молдавский господарь, не мог остаться в стороне от них.
В августе 1801 года русский консул в Молдавии В. Малиновский обратился к господарю Суцу с нотой, в которой говорилось о намерении России оказать дунайским княжествам покровительство и о недопущении налогов, которые противоречат русско-турецким мирным договорам. Согласно донесений Малиновского, молдавские бояре хотели сместить господаря Александра Суцу и консул их поддерживал. Порта также поддержала Россию и Александр Суцу был лишён престола.
В дальнейшем Суцу был несколько раз господарём Валахии.
Умер в 1821 году. По одной из версий он был отравлен, по другой — умер из-за плохо вылеченной болезни.

## Брак и дети
В 1795 году Александр Суцу женился на Евфросине Каллимахис, дочери князя Александра Каллимахиса
Сын - Скарлатос Суцос (1806-1887).